# 2139 Махарадзе
2139 Махара́дзе (2139 Makharadze) — астероїд головного поясу, відкритий 30 червня 1970 року.
Названо на честь дружби грузинського і українського народів; Махарадзе — місто-побратим Генічеська
Тіссеранів параметр щодо Юпітера — 3,464.